# Spermacoce limae
Spermacoce limae là một loài thực vật có hoa trong họ Thiến thảo. Loài này được (Sucre) Govaerts miêu tả khoa học đầu tiên năm 1996.